# Saulo Arcoverde
Saulo de Arcoverde Soares Gonçalves, mais conhecido como Saulo Arcoverde (Rio de Janeiro, 4 de outubro de 1985), é um ator brasileiro.

## Biografia
Saulo Arcoverde é ator, indicado ao prêmio Botequim Cultural de melhor ator em 2017 pelo espetáculo “Tão Tão” de Pedro Kosovski, com direção de Cacá Mourthe.
Na televisão, integrou o elenco das duas temporadas de Elmiro Miranda Show, do canal TBS, série indicada, em 2014, pela revista Monet, da Editora Globo, ao prêmio de melhor programa humorístico da TV por assinatura. Participou também de programas como Carga Pesada, A Diarista e A Grande Família. Em 2015, integrou o elenco da novela Além do Tempo, no papel do anjo Cícero e em 2018, de Deus Salve o Rei, ambas na Rede Globo. Requisitado pela publicidade, já estrelou campanhas das Havaianas, Bis, Guaraná Antarctica, Kibon, Flying Horse e Itaipava.
No cinema, protagonizou o filme “O Que Seria Deste Mundo Sem Paixão”, de Luiz Carlos Lacerda (o Bigode), interpretando o escritor brasileiro Murilo Mendes. Participou também dos longas “Três Verões” de Sandra Kogut e “Aumenta Que é Rock’n’Roll” de Tomás Portella.
Saulo começou seus estudos na adolescência no Teatro O Tablado. Aos 16 anos, estreou sua primeira peça teatral profissional "O Ateneu", baseado no romance de Raul Pompeia. A partir de então, participou de diversas montagens teatrais, como a "Escola de Moliéres" do diretor Amir Haddad. Atualmente integra o coletivo teatral Nómada, com o qual esteve em cartaz com os espetáculos “A Cozinha” e “A Garagem”, ambos com direção de Gunnar Borges.

## Televisão
| Ano       | Título                                     | Papel                  | Nota                                        | Emissora     | Ref    |
| --------- | ------------------------------------------ | ---------------------- | ------------------------------------------- | ------------ | ------ |
| 2024      | Suíte Magnólia                             | Darlene                |                                             | Canal Brasil |        |
| 2020      | Rua do Sobe e Desce, Número que Desaparece | Marcelo                |                                             | Canal Brasil |        |
| 2020      | Malhação: Toda Forma de Amar               | Advogado de Rui Guedes | Participação especial                       | Rede Globo   |        |
| 2019      | Jesus                                      | Bartimeu               |                                             | Rede Record  |        |
| 2018      | Pais de Primeira                           | Fuinha                 |                                             | Rede Globo   |        |
| 2018      | Magnífica 70                               | Dirceu (Guerrilheiro)  |                                             | HBO Brasil   |        |
| 2018      | Deus Salve o Rei                           | Soldado de Montemor    |                                             | Rede Globo   |        |
| 2015-2016 | Além do Tempo                              | Cícero                 |                                             | Rede Globo   |        |
| 2015      | Questão de Família                         | Alan                   |                                             | GNT          | [ 1 ]  |
| 2013      | O Negócio                                  | Sérgio                 |                                             | HBO          | [ 2 ]  |
| 2012-2014 | Elmiro Miranda Show                        | Gracindo Sete Flores   |                                             | TBS          | [ 3 ]  |
| 2012      | Família Imperial                           | Elfo                   |                                             | Canal Futura |        |
| 2012      | Adorável Psicose                           | Paulinho               | Episódio: "A Aninha Triste"                 | Multishow    | [ 4 ]  |
| 2011      | Vidas em Jogo                              | Juiz                   |                                             | Rede Record  |        |
| 2011      | Macho Man                                  | Namorado Nikita        |                                             | Rede Globo   | [ 5 ]  |
| 2011      | Tapas e Beijos                             | Entregador             |                                             | Rede Globo   |        |
| 2011      | A Grande Família                           | Médico                 | Episódio: "Nesta Data Querida!"             | Rede Globo   | [ 6 ]  |
| 2011      | Batendo Ponto                              | Cássio                 | Episódio: "Como Não Demitir uma Secretária" | Rede Globo   | [ 7 ]  |
| 2011      | Cara Metade                                | Julio                  |                                             | Multishow    |        |
| 2009      | Cilada                                     | Médico                 |                                             | Multishow    |        |
| 2009      | Caminho das Índias                         | Hacker                 |                                             | Rede Globo   |        |
| 2008      | Casos e Acasos                             | Heitor                 |                                             | Rede Globo   |        |
| 2008      | Dicas de um Sedutor                        | Digão                  | Episódio: "Maktub"                          | Rede Globo   | [ 8 ]  |
| 2008      | Beleza Pura                                | Trinta e Oito          |                                             | Rede Globo   | [ 9 ]  |
| 2007      | Carga Pesada                               | Paulo                  |                                             | Rede Globo   | [ 10 ] |
| 2007      | O Sistema                                  | Paciente Fanho         | Episódio: "Alfa"                            | Rede Globo   | [ 11 ] |
| 2007      | A Diarista                                 | Isaac                  | Episódio: "Aquele dos Vizinhos"             | Rede Globo   | [ 12 ] |
| 2005      | Malhação                                   | Jairo                  |                                             | Rede Globo   |        |

## Teatro
| Ano            | Título                                | Ref    |
| -------------- | ------------------------------------- | ------ |
| 2014 - 2015    | O Sol Está Quente & A Água Está Ótima | [ 13 ] |
| 2011           | Escola de Molières                    | [ 14 ] |
| 2011-2010-2009 | O Cavalinho Azul                      | [ 15 ] |
| 2008           | Circuncisão em Nova York              | [ 16 ] |
| 2007           | Auto da Compadecida                   | [ 17 ] |
| 2007-2006      | O Rapto das Cebolinhas                | [ 18 ] |
| 2006           | Aramis e Julia                        |        |
| 2005           | Romeu e Julieta                       |        |
| 2005           | O Sonho de Saulo                      |        |
| 2004           | Passo a Passo no Paço                 |        |
| 2004           | O Despertar da Primavera              |        |
| 2003           | O Menino Maluquinho                   |        |
| 2002           | O Ateneu                              |        |

## Cinema
| Ano  | Título                           | Personagem        | Nota | Ref    |
| ---- | -------------------------------- | ----------------- | ---- | ------ |
| 2025 | Agentes Especiais                | Bola              |      | [ 19 ] |
| 2025 | Gambiarra: Uga Uga Show          | Petcovic          |      |        |
| 2025 | Overman: O Filme                 | Passador de Trote |      |        |
| 2025 | Confia: Sonhos de Cria           | Otto Amaral       |      |        |
| 2024 | Aumenta Que É Rock'n Roll        | Jonas             |      |        |
| 2022 | O Palestrante                    | Rodrigson         |      |        |
| 2022 | A Cozinha                        | Rodrigo           |      |        |
| 2019 | Três Verões                      | Jonas             |      |        |
| 2019 | B.O.                             | Serginho          |      |        |
| 2016 | O Que Seria do Mundo Sem Paixão? |                   |      |        |
| 2009 | Alguns Nomes do Impossível       |                   |      | [ 20 ] |